# Zmieinogorsk
Zmieinogorsk (ros. Змеиногорск) – miasto w azjatyckiej części Rosji, w Kraju Ałtajskim, centrum administracyjne rejonu zmieinogorskiego.

## Położenie
Miasto położone jest u podnóża gór w dolinie rzek Korbolicha (Корболиха) i Zmiejewka (Змеевка), dopływów rzeki Alej, 360 km na południowy zachód od Barnaułu. Najbliższe stacje kolejowe to Trietiakowo (Третьяково) odległe o 45 km i Rubcowsk (Рубцовск) odległe o 87 km. W skład okręgu miejskiego Zmieinogorsk wchodzi miasto Zmieinogorsk oraz wieś Łazurka (Лазурка) położona 25 km od miasta.

## Historia
Miejscowość założona w 1736 roku w związku z przetwórstwem i wydobyciem rud metali, przez prawie 100 lat była znaczącym ośrodkiem wydobycia złota i srebra Rosji. Od 1952 posiada status miasta. Do Zmieinogorska zsyłano Polaków. Podczas II wojny światowej w latach 1940-1941 zesłano tutaj 45 polskich rodzin i 4 białoruskie, głównie osadników i leśniczych. Zesłańcy mieszkali w ziemiankach zrobionych przez siebie, pracowali 10 godzin dziennie, m.in. w kopalni złota. Za wyrobienie normy otrzymywali 7 rubli. Ze względu na złe warunki życia, choroby (tyfus) i brak pomocy lekarskiej wielu zesłańców zmarło.
W miejscowym muzeum znajduje się płyta grobowa Polaka Józefa Fedorowicza Dubienieckiego z 1889 roku, ocalała ze zniszczonego w latach 50. XX wieku cmentarza.

## Zabytki

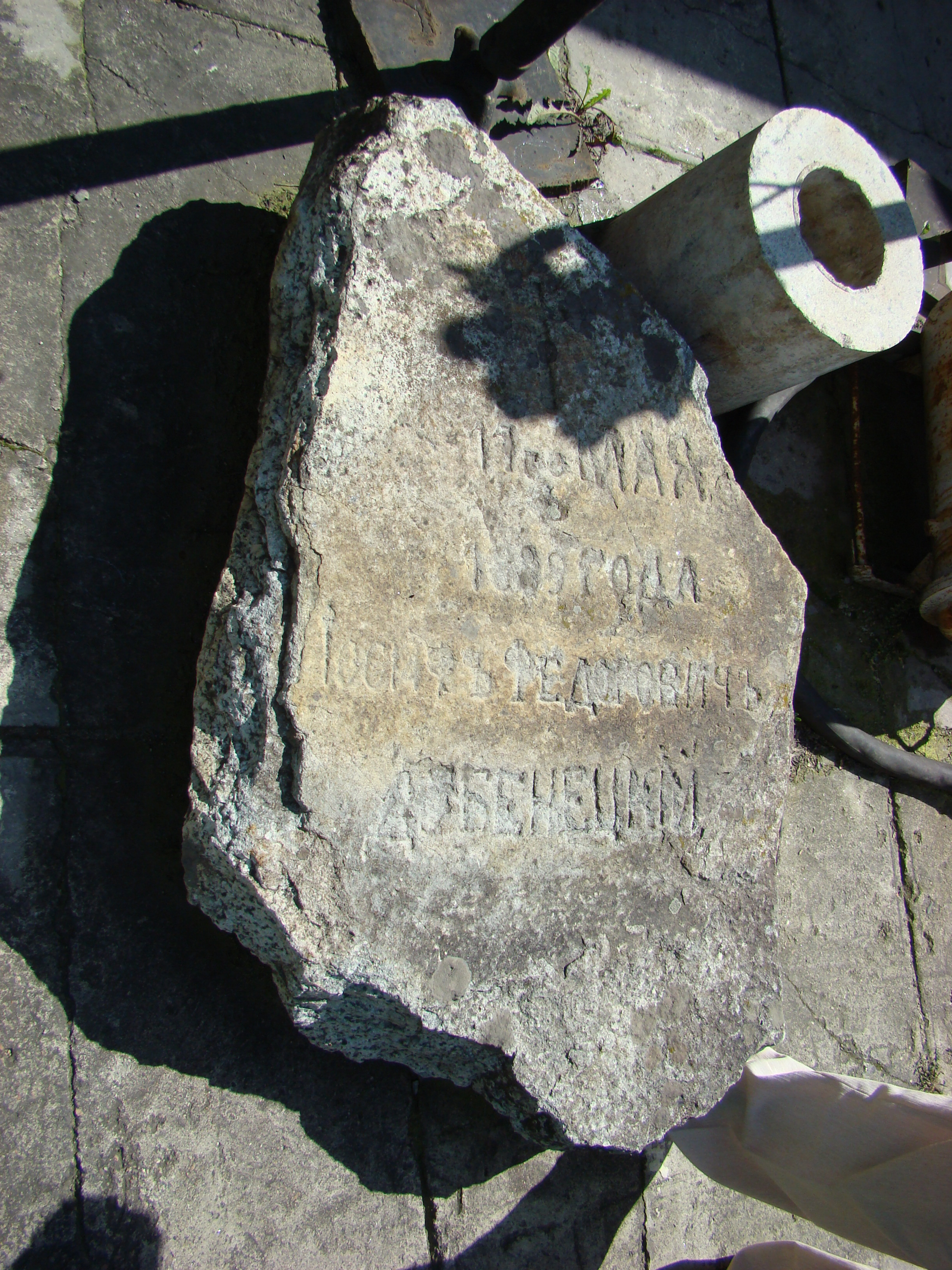
Płyta grobowa Józefa Dubienieckiego znajdująca się w muzeum.

W mieście warto zobaczyć dawne centrum miasta, gdzie znajdują się budynki związane z górnictwem, muzeum górnictwa, domy kupców, a na obrzeżach znajduje się góra Riewniucha (Ревнюха), z której wydobyto jaspis do wykonania Wazy Carycy, którą można podziwiać w Galerii Tretiakowskiej.